# 公安派
公安派，中國明末文学流派。代表人物是公安三袁：袁宗道、袁宏道、袁中道三兄弟。因三袁籍贯在湖北公安，故称公安派。
公安派重要成员尚有江盈科、陶望龄、黄辉、雷思霈等人。該派主張「文章不可盡復古」，也就是反對前後七子如王世貞、李攀龍等人之擬古、復古說法，另外亦主張「學其意，不必拘泥字句」、「文學重性靈、貴獨創，所作清新清俊、情趣盎然」、「獨抒性靈，不拘格套」。

## 形成背景
公安派產生於文學思想蓬勃發展的晚明時代，其興起的背景，和政治社會、哲學與文學三方面的背景皆有所關連:2-3。分述如下：

### 政治與社會背景
明神宗初期，在大學士張居正的輔弼下，朝政穩定；不過在張居正去世後，萬曆帝開始出現怠政的傾向。不上朝、不批奏章以及缺官不補，讓朝政陷入混亂、國庫空虛。1592年，萬曆朝鮮戰爭，明朝援助屬邦朝鮮國抗擊日本豐臣秀吉，財政益加枯竭，1596年（萬曆二十四年）起，朝廷開始採礦、收礦稅，試圖藉此解決困境；但由於吏治不修，派出的礦稅監四處搜括民間財產，增加的賦稅也多中飽私囊，國家收入反而更少。富豪、門閥、官員趁此時大肆兼併土地，許多農民喪失工作，四處奔逃，造成土地基礎動搖，有些流民甚至被迫成流寇，使社會更加動亂。在此一環境之下，小說、戲劇吸引了不少民眾的喜愛:3-11。

### 哲學思想背景
早在1508年，王陽明在龍場悟道，開始其心性論的思路:401-405，陽明學紹闡陸象山之學，並稱陸王，對程朱理學學派在中國思想界的長期統治產生了動搖:918。到了嘉靖以後，民間社會的市民生活逐潮多樣化、官方控制力減弱，倫理的束縛漸小。加上城市、商業、交通和印刷、造紙計術的發達，創造了相對自由的思想表達和知識傳播渠道。許多學者脫離官方學校進行私人講學。1584年（萬曆十二年），面對這種民間士紳的思想力量，朝廷不得不將王陽明、陳白沙、胡居仁等人并祀於孔廟。獲得官方認可後，王學也在社會中迅速散佈開來:300-302。
王學後期，發展出由王畿、王心齋以至於何心隱、羅汝芳、李卓吾（李贄）等人為主的泰州學派，肯定了日常生活與世俗情欲的合理性，對傳統秩序提出挑戰，其「非聖無法」、大膽而激進的理想主義和自然主義，特別吸引一些擁有文學氣質的文人:317-318。其中卓吾正是公安三袁之師，在其所著的《童心說》中，主張有價值的文學是有真情實感的，對於以摹擬為尚的作品則予以譏諷，甚至批判聖人經典:919-920。從他質疑「詩何必古選，文何必先秦」，更要求為文應「蓄極積久，不能自遏」、「發狂大叫，流涕慟哭不能自止」、「寧使見者聞者切齒咬牙，欲殺欲割而終不忍藏於名山，投之水火」，已可見到公安派主張的前驅:378-379。

### 文學背景
從明代初期開始，「復古」就是文學思想的主流。先有楊維槇、林鴻、高棅等人支配了詩壇；而後有李東陽的茶陵詩派繼起，:15:312-313。接下來，以李夢陽、何景明為首的前七子喊出「文必秦漢、詩必盛唐」的擬古主義口號，後有王世貞、李攀龍等後七子的興起，其間雖有唐順之、王慎中、歸有光與茅坤等唐宋派文人的反抗，但影響不大:898-918。
不過，由於擬古主義的庸俗引起了反感，加上晚明的學術思想有了變化，反擬古主義的聲勢日隆。除了有前述的李贄之外，焦竑、徐渭與湯顯祖等人，都有反擬古主義的觀點，為公安派的理論起了先行的作用:918-920。

## 發展歷史
公安派是以袁氏三兄弟為核心，其中袁宗道在萬曆十四年以會試會元，選庶吉士，授翰林院編修；復於萬曆二十五年（1597年）成為東宮講官，在士林中贏得很大的聲望。袁宗道不但帶領宏道、中道二人得以結識李贄、湯顯祖，為公安派的思想形成做了準備。而他在朝中結識的太史黃輝、陶望齡等人，也早在袁宏道入仕前，就開始反對擬古主義，為公安派的成形奠定了基礎的共識:49-50。
萬曆二十二年（1594年）2月，袁宏道任蘇州府吳縣知縣，與當地有影響力的文墨之士開始交往，為他日後主張的傳播建立了管道；而其中江盈科、陶望齡、丘長儒與方子公等人，更與其相互唱和交遊，對宏道的文學主張日益認同，為公安派的形成奠定了基礎:50-54。

### 形成期
萬曆二十四年（1596年），袁宏道在〈敘小修詩〉中指出其弟中道的詩作

大都獨抒性靈，不拘格套，非從自己胸臆流出，不肯下筆。有時情與景會，頃刻千言，如水東注，令人奪魄。其間有佳處，亦有疵處；佳處自不必言，即疵處亦多本色獨造語。

首次樹立了「獨抒性靈，不拘格套」的理論旗幟。此說一出，立刻得到江盈科、袁中道等人為文支持呼應。同時其兄袁宗道，則在北京寫成《論文上》與《論文下》二篇作品，以嚴密的邏輯攻擊擬古主義，為宏道的「性靈說」提供了理論基礎:55-60。
在1595年到1597年間，公安派諸人為文致書，交相呼應，攻擊擬古主義思潮的荒謬，對前、後七子的文壇統治地位形成衝擊；而同時，宏道的《解脫集》，中道的《南遊稿》、《塞遊記》，丘長孺的《北遊稿》，江盈科的《雪濤小說》，陶望齡的〈洞庭山記〉等大量清新的創作產出，在理論與實踐都有堅實基礎的情況下，公安派一形成即成爆發之勢:60-62。

### 發展期
萬曆二十六年（1598年），袁宏道任順天府學教授，北上京城；袁中道也通過鄉貢成為太學生而到京師順天府就學。次年，江盈科因改任大理寺廷尉入京，與黃慎軒、陶望齡也來到北京。袁氏三兄弟於是在城西的崇國寺蒲桃林中結社論學，往來者除三袁外，還包括尚寶潘士藻、劉日升；太史黃輝、陶望齡、顧天峻、李騰芳；儀部吳用先、中舍蘇惟霖；以及江盈科、丘長孺、方子公諸人。這些參與者雖並非全部都支持公安派的理論，但蒲桃社已儼然成為公安派活動中心。其間眾人不但作詩唱和，更因為時常郊遊往來，形成一波遊記創作的高峰:62-65。
在此時期，袁宏道的文學理論仍有進一步的發展，他在〈雪濤閣集序〉中揭諸「文之不能不古而今也，時使之也」的理論，盛讚江盈科作品「言今人之所不能言，與其所不敢言」的創造精神，形成公安派的重要文獻:65。
不過，1600年袁宗道去世，蒲桃社眾人的情緒大受打擊；1602年，李贄被捕自殺，陶望齡、黃輝等人恐遭牽連而先後離開燕京，宏道、中道因兄長喪事回到公安，流派重心遂南移公安。1605年，江盈科的病逝，對公安派來說又是一大損失。然而，此時袁家兄弟除與原公安派諸人保有書信往來外，又結交了一批楚地文人形成新的群體，其中陶孝若、曾退如是重要代表。袁宏道的此時期詩風轉以山水田園詩為主，宗陶潛為典範:65-68。
1606年到1608年間，袁宏道再赴帝都，流派成員也在北京再次小聚，陶孝若、丘長孺、方子公、曾退如等人皆有參與。這段時間袁家兄弟的創作又有所開拓，袁宏道因公事曾赴陝西一趟，作品也因此行視野大開而更為精緻；而袁中道的《遊居杮錄》融日記與隨筆於一體，產生了小品文的另一樣式:68-69。

### 衰微期
1607年，陶望齡、方子公去世；1608年，袁宏道去世；次年黃輝又卒於四川。核心成員陸續辭世，後繼者又鮮有能達到三袁成就者，於是公安派漸入末流。另一方面，公安派所高舉的「獨抒性靈」大旗，又局限在個人情感的領域，明萬曆年間正是內外交迫時期，朝鮮半島上有與日軍的交火，东北有滿族努爾哈赤的崛起，朝中有官僚集團傾軋日深，而民間反抗朝廷壓迫的怒火也逐漸升高，公安派的成員雖然不乏有關懷民間疾苦的作品，但理論無法處理文學與時代、社會之間的問題。在創作與理論的衰退下，公安派迅速衰落，到袁中道辭世後，便完全成為歷史。:69-72

## 文學理論
公安派的文學理論基本上是反復古、反模擬的。雖然公安三袁仍有崇古之言，但是他們認為「學古」不應拘泥於字句的模擬。如袁宏道就說：「法李唐者，豈謂其機格與字句哉？…取古人一、二浮濫之語，句規而字矩之，謬謂復古，是迹其法，不迹其勝者也，敗之道也。」宗道也指出：「學達即所謂學古也，學其意，不必泥其字句也。」都主張學古應師法的是古人達意的精神，而不是字句間的相似:10-13。

### 論詩
公安派將明代以前的詩，分為詩經、漢魏、六朝、初唐、盛唐、中唐、晚唐及宋元各期。其中對於漢魏的風格並無分析、對六朝之詩也並未作細分。而針對唐詩分為四期的說法，公安派也僅應用於談論明代時文的發展狀況，實際上在論唐朝詩風時，多以「三唐」取代之，但也未細說三唐的分界為何:33-34。
在公安派之前，復古派提出「詩必盛唐」的口號，為了打破這個局面，公安派對詩的探詩集中在宋元一期。然而實際上在論述中幾乎未提及元代詩人，可以說是以宋詩做為評論的重點。袁宏道認為，宋元詩人能嘗試各種不同的題材與寫作方法，無所不寫的特色讓他們雖然在整體成就上無法與唐代匹敵，但是精采之處已足以與唐詩並存。袁宏道特別標舉出歐陽修、蘇軾，認為他們堪與李白、杜甫並比:34-37，甚至在與李贄的信中，稱蘇軾為「有天地來，一人而已」。不過，由於袁宏道在提高蘇詩地位以抗衡唐詩時，始終未有提出具體的評判標準做為依據，因此亦有難以服人之弊，就連其弟中道都在《宋元詩序》中以「詩莫盛於唐」，直接表示了不同的詩史觀:41-42。
至於明詩方面，袁宏道以蘇州的詩風轉變為例，將明詩分為三期：第一期為明初至弘治年間，即前七子活躍以前，此時吳地文風鼎盛。第二期為弘治以後到隆慶、萬曆以前，即前七子之後、後七子之前，此時文風已經靡弱；到了第三期即慶、曆以後，後七子中徐楨卿、王世貞等南方詩人投入復古陣營，吳地文風便從「人各為詩」變成「眾口一詩」了:71-72。在明代詩人中，袁宏道特別推崇徐渭。徐渭之詩不同於復古派末流的句模字擬，而能從豐富的生活經驗中寫出他人寫不出的東西，於是被宏道譽為「我朝第一詩人」、「今之李杜也」:38-39。

### 論文
公安派主張文學隨時代而進化，歷代文學的變遷，各有其時代的特性，有其歷史的原因，不明瞭這種時代的特性和歷史原因，就會違反文學的進化原理。作品應獨抒性靈，不拘格套，文學作品不能沒有內容。公安派又反對摹擬，反對復古。拜古賤今，甘居落後，一字一句都要擬古，這是不承認文學的發展。

### 論俗文學
公安派重視小說戲曲的文學價值，提倡語言通俗化。宋元以來俗文學逐漸流行，由於其不受復古風潮的影響，也沒有形式、格律的束縛，能真實地表達創作者的情感。從李贄開始就對俗文學大加推崇，並藉由評點《水滸傳》、《西廂記》等俗文學作品的的方式，宣傳他的觀點。受到李贄影響頗深的公安派，也對俗文學加以肯定，袁宏道就曾將羅貫中、關漢卿兩位俗文學作家與司馬遷並列，認為他們都是識見極高之人；又稱《水滸傳》與《金瓶梅》為嗜酒之人必讀之書:161-163。
不過，相較於小說與戲曲，袁宏道對俗文學中的民間歌謠有更大的關注。他曾說：

吾謂今之詩文不傳矣，其萬一傳者，或今閭閻婦人孺子，所唱劈破玉、打草竿之類，猶是無聞無識，真人所作，故多真聲。
甚至學習民歌的手法進行創作，視之為求真的門徑，並認為這樣的做法使他自己「詩學大進，詩集大饒，詩腸大寬，詩眼大闊」:163-164。

## 文風
公安派文章平易流暢，清新活潑，雋秀生動，頗能表現個性，能抒寫自己真實的感情。有時寫作隨便，作品則不免淺陋。

## 影響

### 對日本文學的影響
日本江戶時代（1603年－1867年）是日本文學史上漢文文學興盛的三個時期之一。在江戶中期，荻生徂徠的蘐園學派追隨明代前七子與後七子的復古運動，提倡「文必秦漢，詩必盛唐」的古文辭學。到了江戶後期，古文辭學也如同復古運動般進入千篇一律的窘境，此時包括菅茶山、市川寬齋以及山本北山等人，便借用了公安派的理論，攻擊古文辭學之弊。尤其是山本北山《作文志彀》、《作詩志彀》兩本著作，借用公安派的文學理論和批評術語，不僅主導了幕末的漢文文學走向，同時也對當時知識份子的心態與人生觀造成影響。